# Isaak Pomeranciuk
Isaak Iacov Pomeranciuk (n. 7/20 mai 1913, Varșovia, Imperiul Rus – d. 14 decembrie 1966, Moscova, RSFS Rusă, URSS) a fost un fizician sovietic de origine ebraică. 

## Biografie
A absolvit Institutul Politehic din Leningrad (1936), ulterior lucrând la Institutul fizico-tehnic din Harkov, la instituții de învățământ din Moscova și Leningrad. În anul 1937, lucrând la Harkov, a fost exclus din comsomol pentru legături cu Landau. A fost nevoit să plece la Moscova, unde s-a angajat ca lector la Institutul de pielărie și a susținut teza de doctorat.  
În anii 1940-1943 lucra la Institutul de fizică din Moscova, iar în anii 1943-1946 în laboratorul N2 al academiei de științe. În anul 1946 este șef al laboratorului N3 al Academiei de științe (ulterior - Institutul de fizică teoretică și experimentală din Moscova) și, concomitent,  profesor de fizică teoretică la Institutul de ingineri fizicieni din Moscova. A fost șef al secției de teorie la Institutul de Fizică teoretică și experimentală, condus de A.I. Alihanov. În anii de după război se ocupă de calculul balanței energetice a bombei cu hidrogen.  
În anul 1953 este ales membru-corespondent al Academiei de științe din URSS. În anul 1955 a semnat "Scrisoarea celor 300", care critică activitatea academicianului Trofim Lîsenko în domeniul geneticii. În anul 1964 este ales membru al Academiei de stiințe din URSS. Isaak Pomeranciuk a creat o școală de fizicieni-teoreticieni.

## Discipoli
- V.B. Berestețkii
- V.N. Gribov
- Lev Okun
- Igor Kobzarev
- Isai Gurevici
- Karen Ter-Martirosian

## Opera
Are lucrări în domeniul fizicii temperaturilor joase, teoriei radiației (în particular a celei sincrotrone, in particular, a fost cel , care a prezis existența radiației sincrotrone la mișcarea electronilor in betatron), teoriei conductibilității termice a dielectricilor, teoriei împrăștierii neutronilor în cristale, fizicii nucleare în general și teoriei împrăștierii neutronilor pe nuclee atomice, razelor cosmice. În anii 1940-1950 a dezvoltat teoria creării particulelor prin împrăștiere, domeniu în care a fost unul dintre cei mai mari specialiști. În anul 1958 a formulat una dintre teoremele importante din fizica energiilor înalte: la energii înalte secțiunile de reacție a particulelor și antiparticulelor cu nuclonii sunt egale.
Denumirea lucrărilor principale în limba română:
- A.I. Ahiezer, I. Pomeranciuc. Unele probleme de teorie a nucleului, Moscova, Gostehizdat
- I. Pomeranciuc. Colecție de lucrări științifice, Moscova, vol.1-3, 1972
- Introducere în teoria sistemelor neutronice de multiplicare (reactorilor)

## Distincții și premii
- Premiul de stat al URSS (1950 - pentru prezicerea radiației sincrotrone în colaborare cu Dmitri Ivanenko, 1954)
- Ordinul Lenin